# كريس جونسون (سياسي)
كريس جونسون هو سياسي أمريكي، ولد في 1978. نشط حزبياً في الحزب الجمهوري. وقد انتخب عضو مجلس نواب مسيسيبي ‏ (5 يناير 2016 – 7 يناير 2020) وانتخب عضو مجلس ولاية مسيسيبي ‏ (7 يناير 2020 – ).